# Jimmy Turgis
Jimmy Turgis (* 10. August 1991 in Bourg-la-Reine) ist ein ehemaliger französischer Radrennfahrer und aktueller Trainer. Gemeinsam mit seinen Brüdern Antony und Tanguy fuhr er 2017 im gleichen Team Profiradrennen.

## Karriere
Sein Debüt in der Radsportwelt gab er im Ile-de-France-Club der Metropolitan Sports Union of Transport. Mit diesem Verein gewann er die Silbermedaille bei der französischen Juniorenzeitfahrmeisterschaft und wurde 2009 Zweiter beim Großen Preis von Fernand-Durel.
2010 wechselte er zu CC Nogent-sur-Oise und gewann dort den Grand Prix Lamblin, wurde Zweiter beim Grand Prix de Beauchamps und Dritter beim Souvenir Sylvain Eudeline. 2012 gewann er die La Tramontane sowie eine Etappe der Trophée de l’ Essor. Auch bei Paris–Chauny wurde er Zweiter und ab August fuhr er als Stagiaire im Team Cofidis.
2013 fuhr er für das Team CC Nogent-sur-Oise und gewann die Bronzemedaille bei der französischen Junioren-Cyclocross-Meisterschaft und anschließend den Mediterranean Circuit. Anschließend sammelte er einige gute Ehrenplätze und diese Leistungen brachten ihm einen Vertrag beim französischen Kontinentalteam Roubaix Lille Métropole für das Jahr 2014 ein. Bei seinem Profidebüt im Jahr 2014 erzielte er mehrere gute Ergebnisse wie Platz 7 bei der Ronde de l’Oise oder Platz 9 bei der Tour du Limousin. Im August 2016 unterschrieb er einen Vertrag für 2017 beim französischen Profi-Kontinentalteam Cofidis, wo auch sein Bruder Anthony und auch sein anderer Bruder Tanguy als Stagiaire startete. In diesem Jahr waren die drei Turgis-Brüder neben den Fåglum-Brüder eine der wenigen Brüder, welche gemeinsam im selben Profiteam Rennen fahren konnten. Ab 2019 startete er für das Team Vital Concept-B&B Hôtels.
Im Februar 2020 wurde bei ihm das gleiche Herzproblem wie bei seinem Bruder Tanguy diagnostiziert, welche ihn im Alter von 28 Jahren dazu zwangen, seine Profikarriere zu beenden.